# Harry Ricardo
Sir Harry Ricardo   (Londres, 26 de gener de 1885 - 18 de maig de 1974) va ser un enginyer mecànic britànic, un dels dissenyadors i investigadors més destacats als primers anys del desenvolupament del motor de combustió interna.
Entre els seus múltiples treballs va millorar els motors que es van fer servir en els primers carros de combat, va supervisar la recerca sobre la física de la combustió interna que va conduir a l'ús del número d'octà, va contribuir al desenvolupament del disseny del motor de vàlvula de camisa i va fer econòmicament factibles els motors dièsel d'alta velocitat.

## Primers anys i matrimoni
Harry Ricardo va néixer al número 13 de Bedford Square, Londres, el 1885. Era el primer, i l'únic home, dels tres fills de l'arquitecte Halsey Ricardo i de la seva esposa Catherine Jane, filla de l'enginyer civil Sir Alexander Meadows Rendel. Ricardo descendia d'un germà del famós economista polític David Ricardo, un sefardita d'origen portuguès.
Va ser una de les primeres persones d'Anglaterra a veure un automòbil, quan el seu avi va comprar un en 1898. Era d'una família relativament rica, i es va educar al Rugbi School. L'octubre de 1903 va ingressar en el Trinity College (Cambridge) com a estudiant d'enginyeria civil. Ricardo havia estat utilitzant eines i construint motors des dels deu anys.
En 1911 es va casar amb Beatrice Bertha Hali, estudiant d'art a la Slade School of Fine Art, a Londres. El seu pare, Charles Bowdich Hali, era el metge de capçalera dels Ricardo. Van tenir tres filles i van viure la major part de la seva vida matrimonial en Lancing i Edburton en Sussex Occidental.

## Motors d'automòbil
El 1904, al final del seu primer any a Cambridge, va decidir participar en el concurs del "University Automobile Club", que consistia a dissenyar una màquina que pogués viatjar el més lluny possible amb 1,14 litres de gasolina. El seu motor tenia un sol cilindre, i era el més pesat dels inscrits, però el disseny de la seva motocicleta va guanyar la competició, havent cobert una distància de 40 milles (64,4 km). Li van oferir col·laborar amb el professor de mecanismes i mecànica aplicada, Bertram Hopkinson, treballant en la recerca del rendiment del motor. Es va graduar amb una llicenciatura en 1906 i va passar investigant un any més a Cambridge.
Percy Kidner, llavors codirector de Vauxhall, recordava que Ricardo havia participat en el disseny del motor Vauxhall concebut per Laurence Pomeroy per a l'assaig RAC de 2000 milles (3219 km) en 1908.
Abans de graduar-se, Ricardo havia dissenyat un motor de motocicleta de dos temps per a estudiar l'efecte de la composició de la mescla en el procés de combustió. Quan es va graduar, la petita empresa de Lloyd i Plaister va manifestar el seu interès a fabricar el motor. Ricardo va produir dissenys per a dues grandàries, i del més petit va vendre unes 50 unitats fins a 1914, quan la guerra va detenir la producció.
En 1909, va dissenyar un motor de 3,3 litres de dos temps per al seu cosí Ralph Ricardo, qui havia establert una companyia de fabricació d'automòbils petits, "Two Stroke Engine Company", en Shoreham-by-Sea. El motor s'anava a utilitzar en el cotxe denominat Dolphin.
Aquests cotxes estaven ben construïts, però es va fer evident que el seu cost era major que el seu preu de venda. A la companyia li va anar millor fabricant motors de dos temps per a vaixells pesquers. En 1911, l'empresa va col·lapsar i Ralph va partir per a l'Índia. Ricardo va continuar dissenyant motors per a petits equips d'il·luminació elèctrica, produïts per dues empreses fins a 1914.

## Motors de tanc
En 1915, Ricardo va crear una nova companyia, "Engine Patents Ltd.", la qual va desenvolupar el motor que finalment s'utilitzaria amb el primer disseny reeixit de carro de combat, el Mark V britànic. El motor Daimler utilitzat en el Mark I generava grans quantitats de fum, que delatava fàcilment la seva posició. Van demanar a Ricardo que examinés el problema per tractar de reduir els gasos de fuita amb fum i va decidir que es necessitava un nou motor. Les companyies existents podien emprendre la construcció d'aquest motor, però no el seu disseny, cosa que el va portar a dissenyar-lo ell mateix. A més de reduir les emissions de fum, el nou motor era molt més potent que els existents. Aquest motor de sis cilindres rendia 150 cavalls (111,9 kW), en comparació amb els 105 cavalls (78,3 kW) anteriors, i les modificacions posteriors van permetre disposar de 225 cavalls (167,8 kW) i 260 cavalls (193,9 kW). L'abril de 1917, es produïen cent motors per setmana. Un total de més de 8000 dels seus motors de tanc van ser posats en servei, fet que el converteix en el primer motor dissenyat a Gran Bretanya que es va produir en grans quantitats. El tanc Mark IX, així com la versió britànica del Mark VIII, també van utilitzar un motor Ricardo. A més d'estar instal·lats en tancs, diversos centenars de motors de 150 cavalls (111,9 kW) es van utilitzar a França per a proporcionar energia i llum a tallers, hospitals, campaments, etc.